# Nigel McGuinness
Steven Haworth (Londra, 23 gennaio 1976) è un ex wrestler britannico sotto contratto con la All Elite Wrestling.
Meglio conosciuto col suo ring name Nigel McGuinness, ha lottato per la Ring of Honor, dove ha detenuto il ROH World Championship, per la Pro Wrestling NOAH. Il suo regno da ROH Pure Champion, durato 350 giorni, è stato il più lungo della storia.
All'inizio di settembre 2009 sembrava avesse firmato un contratto con la WWE, ma il mese successivo si è accasato alla Total Nonstop Action Wrestling, cambiando il suo ring name in Desmond Wolfe. Il 13 agosto fa ritorno a ROH col ring name Nigel McGuinness.
Si ritira dalle competizioni il 17 dicembre 2011 per problemi fisici e subito dopo intraprende la carriera di commentatore di wrestling prima in ROH, poi in WWE, dopo aver debuttato al tavolo in occasione del torneo per incoronare il primo WWE United Kingdom Champion.

## Carriera
Nigel è un fan del wrestling da quando è dodicenne, particolarmente della Hart Foundation e i British Bulldogs. Dopo aver frequentato le scuole primarie e secondarie, Nigel si trasferisce in America negli anni Novanta per frequentare la Kent State University, dove si è laureato in chimica nel 1997.
Nel settembre 1998, McGuinness ha iniziato ad allenarsi nella Heartland Wrestling Association a Cincinnati, Ohio.  Dopo aver debuttato nel settembre 1999, sconfiggendo GQ Masters III, ha trascorso un anno wrestling in tutto il Midwest.
McGuinness tornò in Inghilterra dove ha lavorato per guadagnare abbastanza soldi, il necessario per tornare in America, e ha lottato per la All Star promotion tra il settembre e il dicembre 2001, dove ha imparato da lottatori come Robbie Brookside.

### Heartland Wrestling Association
Il 10 luglio 2001 Nigel batte Dean Jablonski in un Single Match con i titoli HWA Tag Team in palio(il partner di Dean, Chet Jablonski, era indisponibile per il match). Il compagno che diventa campione di coppia insieme a Nigel è The Human Time Bomb. McGuinness e The Bomb difendono il titolo fino al 7 agosto, quando i fratelli Jablonski riconquistano il titolo. McGuinness e The Bomb ridiventano campioni il 23 luglio 2002 battendo nuovamente i fratelli Jablonski. Hanno perso contro i Southern Breeze.
McGuinness ha vinto il HWA Heavyweight Championship il 6 settembre 2003 a Batavia, Ohio, sconfiggendo Chad Collyer, Nigel detiene il titolo fino al 3 gennaio 2004, quando perse il titolo contro di Hoss. McGuinness viene sconfitto da Hoss per iniziare un regno secondo titolo dei pesi massimi, il 6 gennaio, e tenne il titolo fino al 17 marzo 2004, quando perse contro El Temor.

### Ring of Honor (2003–2009)
McGuinness ha debuttato nel Ring of Honor il 9 agosto 2003, battendo Chet Jablonski. Ha lottato per tutto il 2004, ma ha avuto uno scarso successo. Nel marzo 2005, McGuinness e Colt Cabana formano un tag team per lottare per il ROH Tag Team Championship, ma ha perdono contro Dan MAFF e BJ Whitmer. Cabana e McGuinness poi cominciano a lottare l'uno contro l'altro, con McGuinness sconfitto Cabana per un title shot al ROH Pure Championship. McGuinness ha sfidato il campione, Samoa Joe, il 12 giugno 2005, ma fu sconfitto. Joe ha affrontato Nigel ancora una volta il 27 agosto, e lo sconfisse a vincendo il ROH Pure Championship. Sarebbe diventato il più longevo Pure Champion della storia.
Per diversi mesi dopo essere diventato campione, McGuinness fu impegnato in una faida con Claudio Castagnoli, iniziato da un non-match del 14 ottobre. Ciò ha portato ad una serie di incontri per il titolo, con Nigel che usa tattiche subdole per evitare di perdere la cintura. Il 25 marzo 2006, Nigel sconfigge Claudio in un match che valeva l'ultima opportunità di Claudio per sfidare e vincere la cintura,in caso vince Nigel Claudio non può sfidarlo per il Pure Title fino a quando Nigel è campione, cosa infatti successa.
McGuinness è stato principalmente coinvolto nella guerra tra Roh e CZW, invece lo sviluppo di una nuova gimmick, dove avrebbe vinto le sue partite per il contout utilizzando (spesso abusivamente) i metodi di impedire a i suoi avversari di tornare sul ring. McGuinness ha ricevuto una shot al ROH World Championship contro Bryan Danielson con la propria Pure Championship in palio. McGuinness ha vinto nuovamente per contout, egli non ha vinto il titolo, ma la vittoria è stata sufficiente per guadagnare un rematch il 29 luglio, in cui Danielson riesce comunque a difendere la cintura. Tuttavia, McGuinness ha perso la Pure Championship in un match di unificazione con Danielson a Liverpool il 12 agosto 2006.
A Undeniable il 6 ottobre 2007, McGuinness sconfigge Takeshi Morishima e riesce finalmente a vincere il ROH World Championship.
Alla fine del 2007, ROH McGuinness ha confermato che aveva subito uno strappo ai bicipiti e sarebbe fuori uscito dall'azione fino al Final Battle 2007, tuttavia il ROH World Championship non sarebbe stato reso vacante. Il 2 novembre, la prima serata del ROH's Glory by Honor VI a Philadelphia, Chris Hero e il suo agente Larry Sweeney si lamentarono per il pregiudizio McGuinness, chiamandolo un campione fortunato. Sweeney ha ritenuto che la vittoria dei Hero a Survival of the Fittest a Las Vegas è valso una title shot, ogni volta che voleva. McGuinness, in abiti civili, ha accettato la sfida. Ha mantenuto con successo il titolo contro Hero, nonostante prima di vincere il match l'arbitro non abbia notato i piedi sulla corda.
Ha mantenuto con successo il titolo contro Hero, nonostante prima di perdere la partita a causa l'arbitro non notare piedi McGuinness 'sulla corda, mentre Hero fece toccare fuori alla presentazione.
McGuinness è stato fissato per tornare sul ring a tempo pieno nel quinto pay-per-view dell'anno. Durante la sua difesa della ROH World Championship contro Austin Aries, McGuinness è stato danneggiato quando Aries piomba dal ring su di lui, colpendolo con il guard rail in metallo. L'impatto ha provocato a McGuinness una commozione cerebrale, rotto il naso, e ha richiesto 14 punti di sutura.
Il 24 luglio, McGuinness ha subito un lieve infortunio durante una partita a senso unico a quattro dopo la sua "spina dorsale ha compattato di prendere una Piledriver", e non era in grado di combattere la notte seguente .
Il 4 settembre, Roh ha annunciato che McGuinness aveva accettato un contratto con la World Wrestling Entertainment, "in linea di principio", ma ha confermato che avrebbe continuato a lottare per ROH fino alla fine del mese di settembre. McGuinness ha lottato fino a Glory by Honor VII, perdendo contro Bryan Danielson.

### Total Nonstop Action (2009-2011)
Il 4 settembre 2009 McGuinness ha annunciato che aveva accettato un contratto con la World Wrestling Entertainment "in linea di principio". Ha, invece ufficialmente fatto il suo ritorno TNA come un heel sotto il nome di Desmond Wolfe il 22 ottobre durante una puntata di Impact! attaccando Kurt Angle. La settimana seguente Wolfe batte Angle in uno street fight. A Turning Point Angle sconfigge Wolfe via sottomissione. Il mese successivo a Final Resolution Wolfe affronta Angle in un "Three Degrees of Pain" due su tre falls match. Wolfe è riuscito a guadagnare il primo punto per pin su Angle in seguito a una Tower Of London. Nel finale, che poteva essere vinta solo fuggendo al Six Sides of Steel, Angle riuscì a fuggire e a vincere il match. A Lockdown 2010 fa parte del team Sting per fronteggiare il Team Abyss ma la loro squadra viene sconfitta per schienamento di Abyss proprio sull'inglese. Nel maggio-giugno ha una faida con Abyss da cui ne esce sconfitto. A metà giugno forma la Fortune (i nuovi Four Horsemen) insieme ad AJ Styles, Kazarian, Ric Flair ed i Beer Money (Robert Roode e James Storm). Dopo essere stato cacciato dalla Fourtune, forma con Magnus i London Brawling. Inizialmente avrebbero dovuto affrontare i Motor City Machine Guns a TNA No Surrender 2010 per i titoli di coppia, ma all'ultimo la loro partecipazione al PPV è stata annullata. Torna in TNA nella puntata del 23/12/2010, effettuando un Face Turn con Magnus, dopo aver salvato Doug Williams dalla Fortune e riformando la British Invasion.

### Ritorno nella Ring of Honor e ritiro (2011)
Il 13 agosto 2011, Haworth ritorna con il suo ring name Nigel McGuinness alla Ring of Honor nei panni di color commentator insieme a Kevin Kelly.
Dopo 14 mesi di pausa dalla competizione agonistica, il 24 ottobre McGuinness annuncia il suo ritorno per l'11 novembre alla Squared Circle Wrestling a Watertown, New York che sarà la prima tappa dell'evento denominato "Nigel McGuinness Retirement Tour".
Dopo questo evento che lo ha visto per l'ultima volta calcare un ring di wrestling a causa delle sue precarie condizioni fisiche, decide di realizzare un DVD "The Last of McGuinness" in modo da raccontare la sua brillante, seppur corta carriera, grazie a documenti esclusivi e ad alcune testimonianze di ex wrestler e amici. Per coprire le spese che il DVD avrebbe comportato, Nigel si prefissa una cifra di 32.000 dollari da raggiungere con l'aiuto dei fan che, con l'esborso di un compenso, avrebbero non solo aiutato la crescita del suo progetto ma anche alcuni premi in omaggio; cifra che, con il passare dei mesi, verrà abbondantemente superata fino a superare i 45.000 dollari.
"The Last of McGuinness", pubblicato nel dicembre del 2012 e racconta, la storia di Steven Haworth che, fin da bambino, sogna di approdare nella più grande federazione di wrestling, la WWE e, pur andandoci molto vicino in seguito alla gavetta (in federazioni come la ROH e la TNA), vede il suo sogno spezzarsi e cedere il passo a problemi che da tempo lo logoravano ma che non potranno mai logorare le tante memorie delle persone che hanno avuto il piacere di veder lottare uno dei più grandi talenti del wrestling professionistico.
Nel documentario ha rivelato che la WWE aveva rescisso il suo contratto dopo un intervento chirurgico necessario a causa di un vecchio infortunio ai bicipiti, mentre la sua carriera in TNA si è conclusa dopo aver contratto l'epatite B.
McGuinness è diventato un promotore per la vaccinazione all'epatite B ed è contratrio all'uso della perdita di sangue intenzionale nel wrestling.

### WWE (2017-2022)
Nel corso di una conferenza stampa, tenutasi all'O2 Arena di Londra, Triple H e Michael Cole hanno annunciato l'introduzione di una nuova cintura, denominata United Kingdom Championship, che sarebbe stata assegnata nel corso di un torneo, presso Blackpool, Inghilterra. Sempre nel corso di tale conferenza, il duo sopracitato ha presentato Nigel Mcguinness come nuovo commentatore per le trasmissioni WWE. il suo primo incarico è stato per l'appunto il commentare il torneo in questione, affiancando Cole.
Durante il pre-show di NXT Takeover: San Antonio, McGuinness è apparso, analizzando quelli che sarebbero stati i match della serata. Sempre nel corso del pre-show, è stato annunciato che McGuinness sostituirà in via definitiva il veterano Corey Graves, come commentatore ufficiale di NXT, affiancando Tom Philips e Percy Watson. Il 4 settembre 2017, viene annunciato come nuovo commentatore di 205 Live in sostituzione di Corey Graves.

## Personaggio

### Mosse finali
- Tower of London (Rope hung Cutter)
- Jawbreaker Lariat / Rebound Lariat (Pendulum Lariat)

## Titoli e riconoscimenti
Heartland Wrestling Association
- HWA Heavyweight Championship (2)
- HWA European Championship (2)
- HWA Tag Team Championship (2 - con The Human Time Bomb)

New Breed Wrestling Association
- New Breed Heavyweight Championship (1)

Ring of Honor
- ROH World Championship (1)
- ROH Pure Championship (1)